# Ukona Khuzwayo
Ukona Khuzwayo (* 1. Mai 1997) ist ein südafrikanischer Sprinter, der sich auf den 400-Meter-Lauf spezialisiert.

## Sportliche Laufbahn
Erste internationale Erfahrungen sammelte Ukona Khuzwayo bei den World Athletics Relays 2021 im polnischen Chorzów, bei denen er trotz neuen Landesrekordes von 3:19,18 min im Vorlauf in der Mixed-4-mal-400-Meter-Staffel ausschied.

## Persönliche Bestzeiten
- 200 Meter: 21,92 s (+1,1 m/s), 5. März 2019 in Pretoria
- 400 Meter: 46,06 s, 27. März 2021 in Pretoria